# Vajkóc
Vajkóc (szlovákul: Kapušianske Vojkovce, korábban Vajkovce) Mátyócvajkóc településrésze, korábban önálló község Szlovákiában, a Kassai kerület Nagymihályi járásában.

## Fekvése
Nagykapostól 4 km-re keletre, az ukrán határ mellett fekszik. A mai Mátyócvajkóc nyugati településrészét képezi. Beépített területe 5 ha, szántóföldekkel, rétekkel együtt kb. 485 ha.

## Története
1338-ban bukkan fel az írott forrásokban „Weychkocsh” alakban. Neve eredetileg tulajdonosi személynév lehetett. Lakossága a 17. században felvette a református hitet, első református temploma a 18. században épült.
A 18. század végén, 1799-ben Vályi András így ír róla: „VAJKÓCZ. Magyar falu Ungvár Várm. földes Urai több Urak, lakosai katolikusok, és reformátusok, fekszik Dobruskához közel, mellynek filiája; határja jó, vagyonnyai jelesek.”
Fényes Elek 1851-ben kiadott geográfiai szótárában így ír a faluról: „Vajkócz, Ungh v. magyar falu, Dobó-Ruszkához 1 órányira: 131 romai, 56 g. kath., 186 ref., 21 zsidó lak., ref. templommal. F. u. Mokcsay, Berczik, Babinszky, Kereskényi s m. Ut. p. Ungvár.”
A mai református templomát 1879 és 1882 között építették. 1910-ben 259-en, túlnyomórészt magyarok lakták. 1920-ig Ung vármegye Nagykaposi járásához tartozott, majd az új csehszlovák állam része lett. 1938 és 1945 között újra Magyarország része.

## Nevezetességei
Református templomát 1879 és 1882 között építették.

## Híres emberek
Vajkócon született 1892. január 16-án Gortvay György higiénikus, orvostörténész, az orvostudományok kandidátusa.

## Lásd még
- Mátyócvajkóc
- Mátyóc